# Kabinett Jón Magnússon II

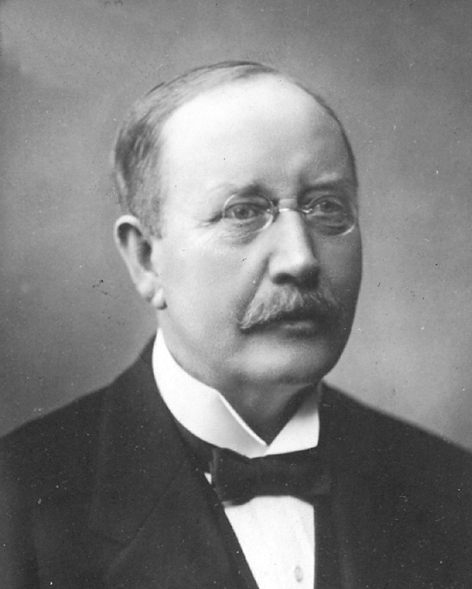
Jón Magnússon war von 1917 bis 1922 sowie 1924 bis 1926 Premierminister von Island

Das Kabinett Jón Magnússon II war eine Regierung des unabhängigen Staates Island, das sich mit dem Vertrag vom 1. Dezember 1918 von Dänemark loslöste, aber dem gemeinsamen König des Königreichs Dänemark sowie des Königreichs Island Christian X. unterstellt war. Es wurde am 25. Februar 1920 gebildet und löste das Kabinett Jón Magnússon I ab. Es blieb bis zum 7. März 1922 im Amt, woraufhin es vom Kabinett Sigurður Eggerz abgelöst wurde. Dem Kabinett gehörten ausschließlich Mitglieder der Selbstverwaltungspartei (Heimastjórnarflokkurinn) an.

## Regierungsmitglieder
| Amt                         | Amtsinhaber                      | Beginn der Amtszeit              | Ende der Amtszeit                |
| --------------------------- | -------------------------------- | -------------------------------- | -------------------------------- |
| Premierminister             | Jón Magnússon                    | 25. Februar 1920                 | 7. März 1922                     |
| Justiz- und Kirchenminister | Jón Magnússon                    | 25. Februar 1920                 | 7. März 1922                     |
| Finanzminister              | Magnús Guðmundsson               | 25. Februar 1920                 | 7. März 1922                     |
| Arbeitsminister             | Pétur Jónsson Magnús Guðmundsson | 25. Februar 1920 20. Januar 1922 | 20. Januar 1922 (†) 7. März 1922 |